# Piquetia piquetiana
Piquetia piquetiana là một loài thực vật có hoa trong họ Theaceae. Loài này được (Pierre) Hallier f. miêu tả khoa học đầu tiên năm 1921.